# Thomas Heatherwick

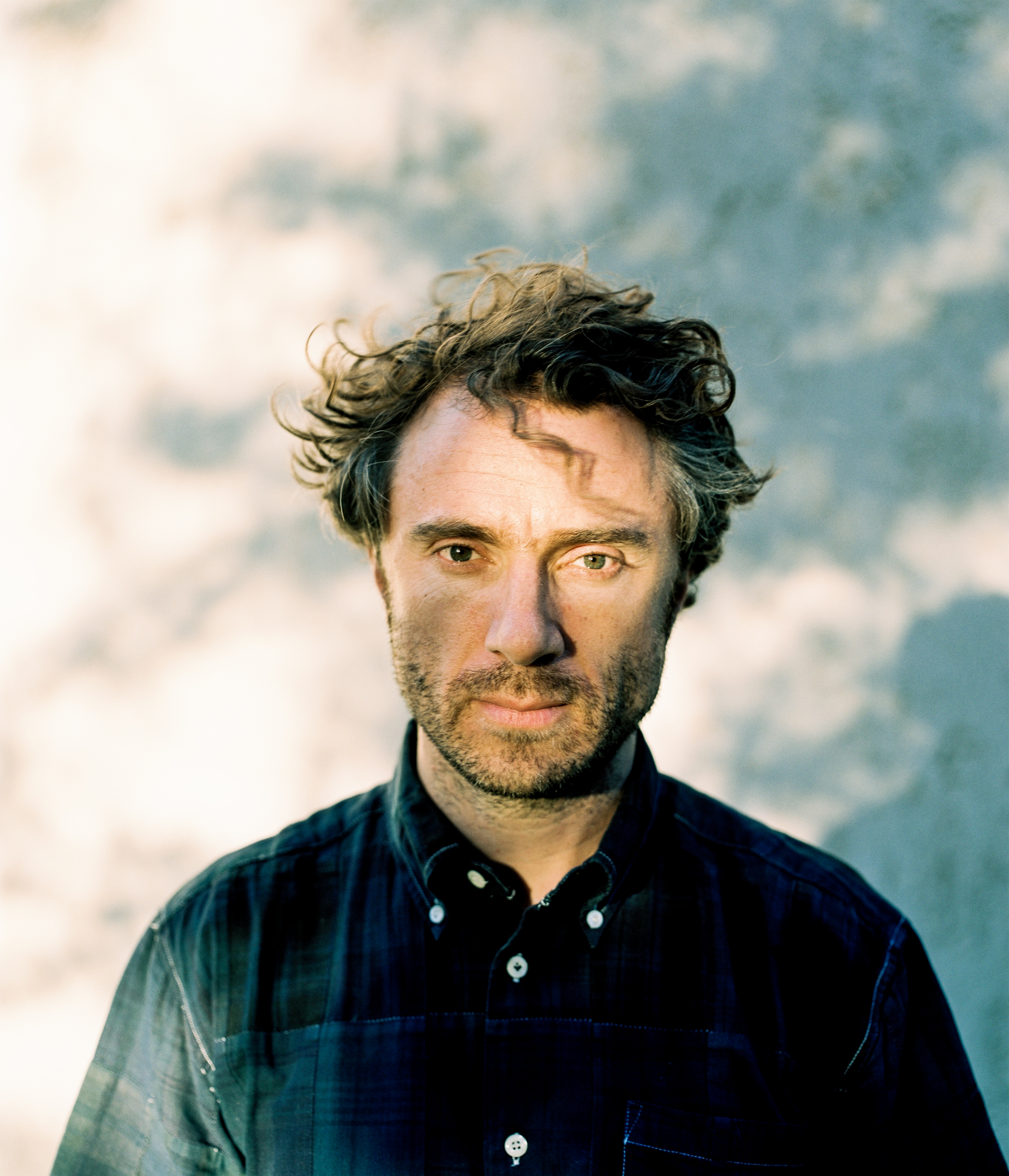
Thomas Heatherwick, 2014

Thomas Heatherwick (* 17. Februar 1970 in London) ist ein international tätiger Designer und Architekt.
Heatherwick studierte am Manchester Polytechnic und am Londoner Royal College of Art Architektur, bevor er 1994 sein eigenes Büro in London gründete. 
Bereits seine in Dresden geborene Großmutter Elisabeth Tomalin war Designerin. Sie studierte an der Schule Reimann.
Auf der TED-Konferenz 2011 stellte Heatherwick einige seiner Projekte vor, insbesondere die "Samenkathedrale".
Das Victoria and Albert Museum widmete 2012 Heatherwick eine Sonderausstellung.

## Projekte (Auswahl)
- 2004: The Rolling Bridge, London
- 2010: New Bus for London

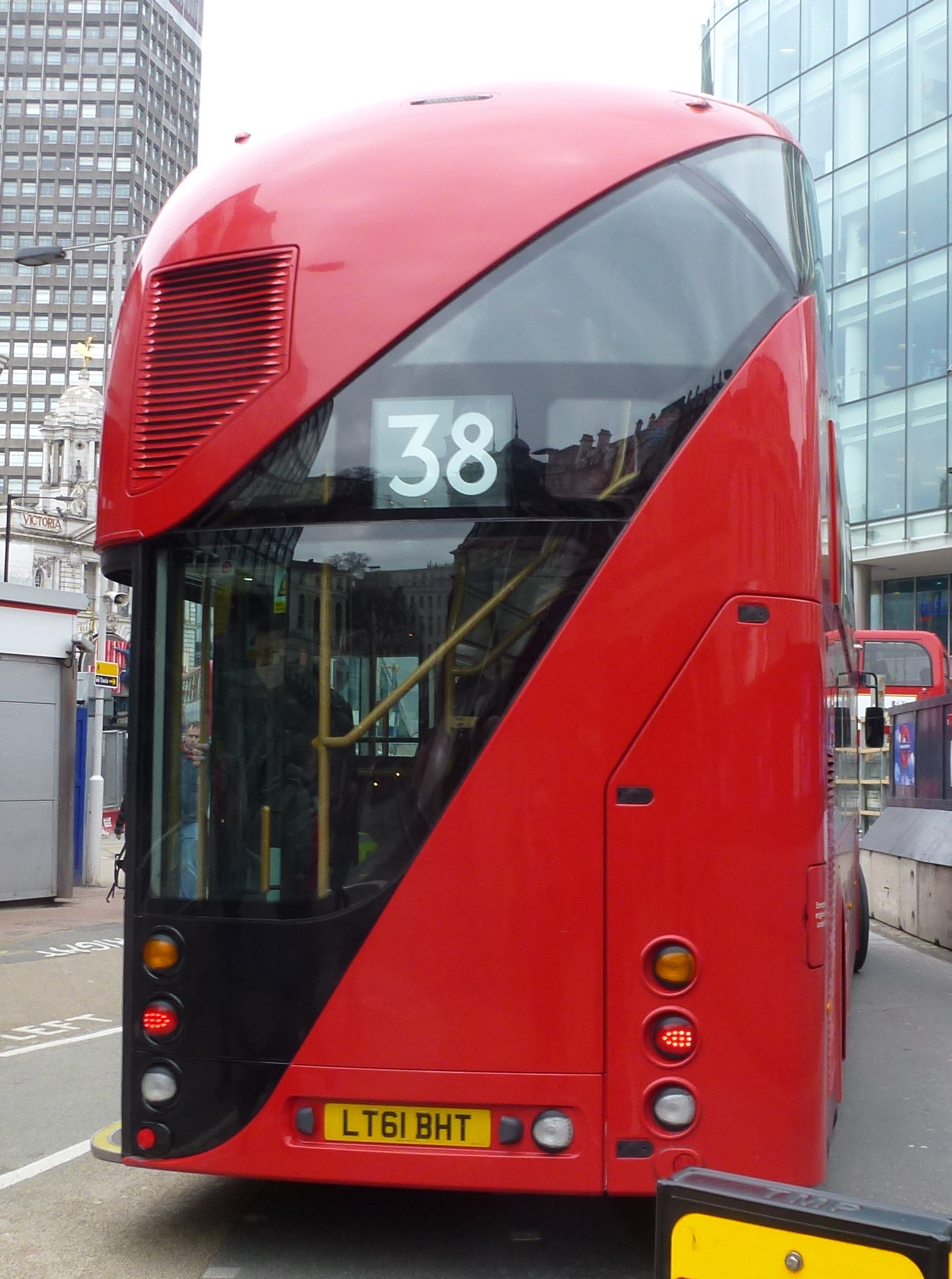
Ein von Heatherwick gestalteter „New Routemaster“-Doppelstockbus in London

- 2010: Britischer Pavillon "Samenkathedrale" zur Expo 2010, Shanghai[4][5]
- 2016: Vessel, New York City

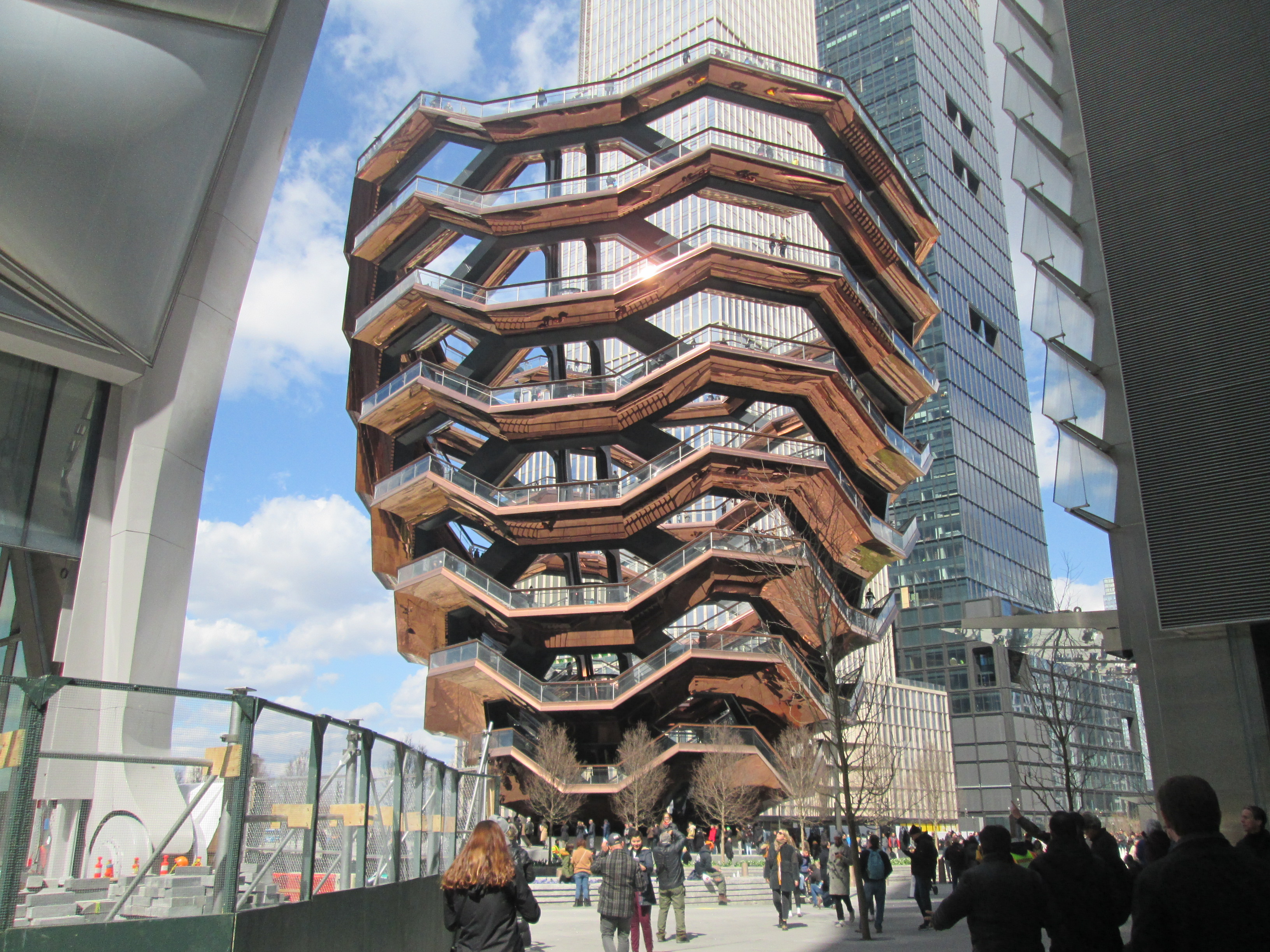
Struktur Vessel in New York City

- Nicht ausgeführt: Garden Bridge, London

## Auszeichnungen
- Eugene McDermott Award 2020[6]
- Structural Steel Design Award 2005[7]